# 山口県の廃止市町村一覧
山口県の廃止市町村一覧（やまぐちけんのはいししちょうそんいちらん）は、山口県における市制・町村制施行（1889年4月1日）後に、市町村合併や他の自治体に統合されることなどにより廃止した市町村の一覧である。単なる名称の変更は対象としない。
- 町村が「町制」・「市制」を施行し町・市となるケース
  - 「市町村」以外の表記名を変更しなかった自治体は一覧に含まれない。（例：徳山町→徳山市）
  - 町制・市制を施行した際に名称を変更した場合も一覧に含まれない。（例：南陽町→新南陽市）
- 市町村が名称変更した場合は一覧に含まれない。
- 所属郡が変更になった場合は一覧に含まれない。
- 市町村合併で廃止した市町村のケース
  - 編入合併した場合の、存続市町村は廃止に当たらないので一覧に含まれない。
  - 編入合併した場合の、廃止した市町村は一覧に含まれる。
  - 新設合併した場合の、廃止した市町村は一覧に含まれる。
  - 新設合併した場合の、名称が残った市町村も一覧に含まれる。（例：旧・下関市→新・下関市）
- 分割や分立をしたケース
  - 分割で廃止した市町村は一覧に含まれる。（例：仙崎通村→仙崎村、通村に分割。仙崎通村は廃止）
  - 分立で存続した市町村は一覧に含まれない。（例：山口市の一部→小郡町。山口市は存続）

| 年            | 市の数 | 町の数 | 村の数 | 市町村数 |
| ------------- | ------ | ------ | ------ | -------- |
| 1889年4月1日  | 1      | 4      | 224    | 229      |
| 1950年1月1日  | 10     | 30     | 133    | 173      |
| 2000年1月1日  | 14     | 37     | 5      | 56       |
| 2010年1月16日 | 13     | 6      | 0      | 19       |

## 1899年以前
- 玖珂郡小瀬川村 （1899年4月1日）玖珂郡和木村・小瀬村に分割のため
- 大津郡仙崎通村 （1899年4月1日）大津郡仙崎村、通村に分割のため

## 1900年代
- 佐波郡佐波村 （1902年1月1日）佐波郡防府町新設のため
- 佐波郡三田尻村 （1902年1月1日）佐波郡防府町新設のため
- 玖珂郡渋前村 （1904年1月1日）玖珂郡坂上村新設のため
- 玖珂郡藤谷村 （1904年1月1日）玖珂郡坂上村新設のため
- 玖珂郡柳井村 （1905年1月1日）玖珂郡柳井町新設のため
- 玖珂郡柳井津町 （1905年1月1日）玖珂郡柳井町新設のため
- 玖珂郡古開作村 （1905年1月1日）玖珂郡柳井町新設のため
- 吉敷郡（旧）山口町 （1905年4月1日）吉敷郡山口町新設のため
- 吉敷郡上宇野令村 （1905年4月1日）吉敷郡山口町新設のため
- 玖珂郡横山村 （1905年4月1日）玖珂郡岩国町に編入のため

## 1910年代
- 吉敷郡（旧）山口町 （1915年7月1日）吉敷郡山口町新設のため
- 吉敷郡下宇野令村 （1915年7月1日）吉敷郡山口町新設のため

## 1920年代
- 豊浦郡生野村 （1921年1月10日）下関市に編入のため
- 阿武郡椿東村 （1923年4月1日）阿武郡萩町に編入のため
- 阿武郡椿村 （1923年4月1日）阿武郡萩町に編入のため
- 阿武郡山田村 （1923年4月1日）阿武郡萩町に編入のため
- 厚狭郡出合村 （1929年4月1日）厚狭郡厚狭町に編入のため
- 吉敷郡山口町 （1929年4月10日）山口市新設のため
- 吉敷郡吉敷村 （1929年4月10日）山口市新設のため

## 1930年代
- 厚狭郡藤山村 （1931年8月1日）宇部市に編入のため
- 豊浦郡彦島町 （1933年3月20日）下関市に編入のため
- 佐波郡防府町 （1936年8月25日）防府市新設のため
- 佐波郡中関町 （1936年8月25日）防府市新設のため
- 佐波郡華城村 （1936年8月25日）防府市新設のため
- 佐波郡牟礼村 （1936年8月25日）防府市新設のため
- 豊浦郡長府町 （1937年4月1日）下関市に編入のため
- 豊浦郡安岡町 （1937年11月15日）下関市に編入のため
- 豊浦郡川中村 （1937年11月15日）下関市に編入のため
- 熊毛郡光井村 （1939年4月1日）熊毛郡周南町新設のため
- 熊毛郡島田村 （1939年4月1日）熊毛郡周南町新設のため
- 熊毛郡浅江村 （1939年4月1日）熊毛郡周南町新設のため
- 熊毛郡三井村 （1939年4月1日）熊毛郡周南町新設のため
- 豊浦郡小月町 （1939年5月17日）下関市に編入のため
- 豊浦郡清末村 （1939年5月17日）下関市に編入のため
- 豊浦郡王司村 （1939年5月17日）下関市に編入のため
- 豊浦郡勝山村 （1939年5月17日）下関市に編入のため
- 豊浦郡吉見村 （1939年5月17日）下関市に編入のため
- 佐波郡西浦村 （1939年11月3日）防府市に編入のため
- 都濃郡下松町 （1939年11月3日）下松市新設のため
- 都濃郡久保村 （1939年11月3日）下松市新設のため
- 都濃郡末武南村 （1939年11月3日）下松市新設のため
- 都濃郡花岡村 （1939年11月3日）下松市新設のため

## 1940年代
- 玖珂郡岩国町 （1940年4月1日）岩国市新設のため
- 玖珂郡麻里布町 （1940年4月1日）岩国市新設のため
- 玖珂郡川下村 （1940年4月1日）岩国市新設のため
- 玖珂郡愛宕村 （1940年4月1日）岩国市新設のため
- 玖珂郡灘村 （1940年4月1日）岩国市新設のため
- 厚狭郡小野田町 （1940年11月3日）小野田市新設のため
- 厚狭郡高千帆町 （1940年11月3日）小野田市新設のため
- 吉敷郡宮野村 （1941年4月1日）山口市編入
- 厚狭郡厚南村 （1941年10月20日）宇部市編入
- 都濃郡富岡村 （1941年11月3日）都濃郡富田町編入
- 都濃郡加見村 （1942年4月1日）徳山市に編入のため
- 都濃郡久米村 （1942年4月1日）徳山市に編入のため
- 熊毛郡光町 （1943年4月1日）光市新設のため
- 熊毛郡室積町 （1943年4月1日）光市新設のため
- 吉敷郡西岐波村 （1943年11月1日）宇部市に編入のため
- 熊毛郡岩田村 （1943年11月3日）熊毛郡大和村新設のため
- 熊毛郡三輪村 （1943年11月3日）熊毛郡大和村新設のため
- 熊毛郡塩田村 （1943年11月3日）熊毛郡大和村新設のため
- 熊毛郡束荷村 （1943年11月3日）熊毛郡大和村新設のため
- 旧・山口市 （1944年4月1日）山口市新設のため
- 吉敷郡小郡町 （1944年4月1日）山口市新設のため
- 吉敷郡阿知須町 （1944年4月1日）山口市新設のため
- 吉敷郡大歳村 （1944年4月1日）山口市新設のため
- 吉敷郡平川村 （1944年4月1日）山口市新設のため
- 吉敷郡秋穂二島村 （1944年4月1日）山口市新設のため
- 吉敷郡名田島村 （1944年4月1日）山口市新設のため
- 吉敷郡陶村 （1944年4月1日）山口市新設のため
- 吉敷郡嘉川村 （1944年4月1日）山口市新設のため
- 吉敷郡佐山村 （1944年4月1日）山口市新設のため
- 旧・徳山市 （1944年4月1日）徳山市新設のため
- 都濃郡櫛浜町 （1944年4月1日）徳山市新設のため
- 都濃郡富田町 （1944年4月1日）徳山市新設のため
- 都濃郡福川町 （1944年4月1日）徳山市新設のため
- 都濃郡大津島村 （1944年4月1日）徳山市新設のため
- 都濃郡夜市村 （1944年4月1日）徳山市新設のため
- 都濃郡戸田村 （1944年4月1日）徳山市新設のため
- 都濃郡湯野村 （1944年4月1日）徳山市新設のため

## 1950年代
- 佐波郡右田村 （1951年4月1日）防府市に編入のため
- 豊浦郡岡枝村 （1951年4月1日）豊浦郡菊川村新設のため
- 豊浦郡楢崎村 （1951年4月1日）豊浦郡菊川村新設のため
- 大島郡小松町 （1952年9月15日）大島郡大島町新設のため
- 大島郡屋代村 （1952年9月15日）大島郡大島町新設のため
- 都濃郡富田町 （1953年10月1日）都濃郡南陽町新設のため
- 都濃郡福川町 （1953年10月1日）都濃郡南陽町新設のため
- 玖珂郡柳井町 （1954年3月31日）柳井市新設のため
- 玖珂郡日積村 （1954年3月31日）柳井市新設のため
- 玖珂郡新庄村 （1954年3月31日）柳井市新設のため
- 玖珂郡余田村 （1954年3月31日）柳井市新設のため
- 玖珂郡伊陸村 （1954年3月31日）柳井市新設のため
- 美祢郡大嶺町 （1954年3月31日）美祢市新設のため
- 美祢郡伊佐町 （1954年3月31日）美祢市新設のため
- 美祢郡於福村 （1954年3月31日）美祢市新設のため
- 美祢郡東厚保村 （1954年3月31日）美祢市新設のため
- 美祢郡西厚保村 （1954年3月31日）美祢市新設のため
- 豊浦郡豊田前町 （1954年3月31日）美祢市新設のため
- 大津郡深川町 （1954年3月31日）長門市新設のため
- 大津郡仙崎町 （1954年3月31日）長門市新設のため
- 大津郡通村 （1954年3月31日）長門市新設のため
- 大津郡俵山村 （1954年3月31日）長門市新設のため
- 佐波郡富海村 （1954年4月1日）防府市に編入のため
- 大島郡平郡村 （1954年5月1日）柳井市に編入のため
- 大津郡菱海村 （1954年5月1日）大津郡油谷町新設のため
- 大津郡宇津賀村 （1954年5月1日）大津郡油谷町新設のため
- 大津郡向津具村 （1954年5月1日）大津郡油谷町新設のため
- 厚狭郡厚東村 （1954年10月1日）宇部市に編入のため
- 厚狭郡二俣瀬村 （1954年10月1日）宇部市に編入のため
- 厚狭郡小野村 （1954年10月1日）宇部市に編入のため
- 吉敷郡東岐波村 （1954年10月1日）宇部市に編入のため
- 美祢郡大田町 （1954年10月1日）美祢郡美東町新設のため
- 美祢郡綾木村 （1954年10月1日）美祢郡美東町新設のため
- 美祢郡真長田村 （1954年10月1日）美祢郡美東町新設のため
- 美祢郡赤郷村 （1954年10月1日）美祢郡美東町新設のため
- 豊浦郡西市町 （1954年10月1日）豊浦郡豊田町新設のため
- 豊浦郡豊田中村 （1954年10月1日）豊浦郡豊田町新設のため
- 豊浦郡豊田下村 （1954年10月1日）豊浦郡豊田町新設のため
- 豊浦郡殿居村 （1954年10月1日）豊浦郡豊田町新設のため
- 都濃郡米川村 （1954年11月1日）下松市に編入のため
- 都濃郡須々万村 （1954年12月1日）都濃郡都濃町新設のため
- 都濃郡中須村 （1954年12月1日）都濃郡都濃町新設のため
- 都濃郡長穂村 （1954年12月1日）都濃郡都濃町新設のため
- 熊毛郡（旧）田布施町 （1955年1月1日）熊毛郡田布施町新設のため
- 熊毛郡麻里府村 （1955年1月1日）熊毛郡田布施町新設のため
- 熊毛郡麻郷村 （1955年1月1日）熊毛郡田布施町新設のため
- 熊毛郡城南村 （1955年1月1日）熊毛郡田布施町新設のため
- 阿武郡奈古町 （1955年1月1日）阿武郡阿武町新設のため
- 阿武郡福賀村 （1955年1月1日）阿武郡阿武町新設のため
- 阿武郡宇田郷村 （1955年1月1日）阿武郡阿武町新設のため
- 熊毛郡（旧）平生町 （1955年1月15日）熊毛郡平生町新設のため
- 熊毛郡大野村 （1955年1月15日）熊毛郡平生町新設のため
- 熊毛郡曽根村 （1955年1月15日）熊毛郡平生町新設のため
- 熊毛郡佐賀村 （1955年1月15日）熊毛郡平生町新設のため
- 大島郡（旧）大島町 （1955年1月15日）大島郡大島町新設のため
- 大島郡蒲野村 （1955年1月15日）大島郡大島町新設のため
- 大島郡沖浦村 （1955年1月15日）大島郡大島町新設のため
- 阿武郡三見村 （1955年3月1日）萩市に編入のため
- 阿武郡大井村 （1955年3月1日）萩市に編入のため
- 阿武郡六島村 （1955年3月1日）萩市に編入のため
- 阿武郡見島村 （1955年3月1日）萩市に編入のため
- 吉敷郡大内村 （1955年4月1日）吉敷郡大内町新設のため
- 吉敷郡仁保村 （1955年4月1日）吉敷郡大内町新設のため
- 吉敷郡小鯖村 （1955年4月1日）吉敷郡大内町新設のため
- 佐波郡出雲村 （1955年4月1日）佐波郡徳地町新設のため
- 佐波郡島地村 （1955年4月1日）佐波郡徳地町新設のため
- 佐波郡串村 （1955年4月1日）佐波郡徳地町新設のため
- 佐波郡八坂村 （1955年4月1日）佐波郡徳地町新設のため
- 佐波郡柚野村 （1955年4月1日）佐波郡徳地町新設のため
- 阿武郡徳佐村 （1955年4月1日）阿武郡阿東町新設のため
- 阿武郡嘉年村 （1955年4月1日）阿武郡阿東町新設のため
- 阿武郡篠生村 （1955年4月1日）阿武郡阿東町新設のため
- 阿武郡地福村 （1955年4月1日）阿武郡阿東町新設のため
- 阿武郡生雲村 （1955年4月1日）阿武郡阿東町新設のため
- 大島郡油田村 （1955年4月1日）大島郡東和町新設のため
- 大島郡和田村 （1955年4月1日）大島郡東和町新設のため
- 大島郡森野村 （1955年4月1日）大島郡東和町新設のため
- 大島郡白木村 （1955年4月1日）大島郡東和町新設のため
- 玖珂郡秋中村 （1955年4月1日）玖珂郡美和村新設のため
- 玖珂郡賀見畑村 （1955年4月1日）玖珂郡美和村新設のため
- 玖珂郡小瀬村 （1955年4月1日）岩国市に編入のため
- 玖珂郡藤河村 （1955年4月1日）岩国市に編入のため
- 玖珂郡御庄村 （1955年4月1日）岩国市に編入のため
- 玖珂郡北河内村 （1955年4月1日）岩国市に編入のため
- 玖珂郡南河内村 （1955年4月1日）岩国市に編入のため
- 玖珂郡師木野村 （1955年4月1日）岩国市に編入のため
- 玖珂郡通津村 （1955年4月1日）岩国市に編入のため
- 玖珂郡高森町 （1955年4月1日）玖珂郡周東町新設のため
- 玖珂郡祖生村 （1955年4月1日）玖珂郡周東町新設のため
- 玖珂郡米川村 （1955年4月1日）玖珂郡周東町新設のため
- 玖珂郡川越村 （1955年4月1日）玖珂郡周東町新設のため
- 玖珂郡広瀬町 （1955年4月1日）玖珂郡錦町新設のため
- 玖珂郡深須村 （1955年4月1日）玖珂郡錦町新設のため
- 玖珂郡高根村 （1955年4月1日）玖珂郡錦町新設のため
- 玖珂郡鳴門村 （1955年4月1日）玖珂郡大畠村新設のため
- 玖珂郡神代村 （1955年4月1日）分割し、玖珂郡大畠村新設、玖珂郡由宇町に編入のため
- 厚狭郡船木町 （1955年4月1日）厚狭郡楠町新設のため
- 厚狭郡万倉村 （1955年4月1日）厚狭郡楠町新設のため
- 厚狭郡吉部村 （1955年4月1日）厚狭郡楠町新設のため
- 美祢郡秋吉村 （1955年4月1日）美祢郡秋芳町新設のため
- 美祢郡岩永村 （1955年4月1日）美祢郡秋芳町新設のため
- 美祢郡別府村 （1955年4月1日）美祢郡秋芳町新設のため
- 美祢郡共和村 （1955年4月1日）美祢郡秋芳町新設のため
- 豊浦郡豊西村 （1955年4月1日）豊浦郡豊浦町新設のため
- 豊浦郡黒井村 （1955年4月1日）豊浦郡豊浦町新設のため
- 豊浦郡川棚村 （1955年4月1日）豊浦郡豊浦町新設のため
- 豊浦郡宇賀村 （1955年4月1日）分割し、豊浦郡豊浦町・豊北町新設のため
- 豊浦郡神玉村 （1955年4月1日）豊浦郡豊北町新設のため
- 豊浦郡角島村 （1955年4月1日）豊浦郡豊北町新設のため
- 豊浦郡神田村 （1955年4月1日）豊浦郡豊北町新設のため
- 豊浦郡阿川村 （1955年4月1日）豊浦郡豊北町新設のため
- 豊浦郡粟野村 （1955年4月1日）豊浦郡豊北町新設のため
- 豊浦郡滝部村 （1955年4月1日）豊浦郡豊北町新設のため
- 豊浦郡田耕村 （1955年4月1日）豊浦郡豊北町新設のため
- 阿武郡江崎町 （1955年4月1日）阿武郡田万川町新設のため
- 阿武郡小川村 （1955年4月1日）阿武郡田万川町新設のため
- 阿武郡高俣村 （1955年4月1日）阿武郡むつみ村新設のため
- 阿武郡吉部村 （1955年4月1日）阿武郡むつみ村新設のため
- 阿武郡（旧）須佐町 （1955年4月1日）阿武郡須佐町新設のため
- 阿武郡弥富村 （1955年4月1日）阿武郡須佐町新設のため
- 阿武郡明木村 （1955年4月1日）阿武郡旭村新設のため
- 阿武郡佐々並村 （1955年4月1日）阿武郡旭村新設のため
- 阿武郡福川村 （1955年4月1日）阿武郡福栄村新設のため
- 阿武郡紫福村 （1955年4月1日）阿武郡福栄村新設のため
- 佐波郡小野村 （1955年4月10日）防府市に編入のため
- 吉敷郡大道村 （1955年4月10日）防府市に編入のため
- 大島郡安下庄町 （1955年4月10日）大島郡橘町新設のため
- 大島郡日良居村 （1955年4月10日）大島郡橘町新設のため
- 豊浦郡菊川村 （1955年4月10日）豊浦郡菊川町新設のため
- 豊浦郡豊東村 （1955年4月10日）豊浦郡菊川町新設のため
- 熊毛郡周防村 （1955年7月1日）光市に編入のため
- 厚狭郡王喜村 （1955年7月1日）下関市に編入のため
- 厚狭郡吉田村 （1955年7月1日）下関市に編入のため
- 都濃郡（旧）都濃町 （1955年7月20日）都濃郡都濃町新設のため
- 都濃郡須金村 （1955年7月20日）分割し、都濃郡都濃町新設、都濃郡鹿野町に編入のため
- 玖珂郡桑根村 （1955年7月20日）玖珂郡美川村新設のため
- 玖珂郡河山村 （1955年7月20日）玖珂郡美川村新設のため
- 都濃郡向道村 （1955年10月1日）徳山市に編入のため
- 佐波郡和田村 （1955年11月1日）都濃郡南陽町に編入のため
- 豊浦郡内日村 （1955年11月1日）下関市に編入のため
- 豊浦郡小串町 （1956年7月1日）豊浦郡豊浦町に編入のため
- 熊毛郡阿月村 （1956年7月20日）柳井市に編入のため
- 熊毛郡三丘村 （1956年9月30日）熊毛郡熊毛町新設のため
- 熊毛郡高水村 （1956年9月30日）熊毛郡熊毛町新設のため
- 熊毛郡勝間村 （1956年9月30日）熊毛郡熊毛町新設のため
- 熊毛郡八代村 （1956年9月30日）熊毛郡熊毛町新設のため
- 熊毛郡伊保庄村 （1956年9月30日）柳井市に編入のため
- 玖珂郡美和村 （1956年9月30日）玖珂郡美和町新設のため
- 玖珂郡坂上村 （1956年9月30日）玖珂郡美和町新設のため
- 厚狭郡厚狭町 （1956年9月30日）厚狭郡山陽町新設のため
- 厚狭郡埴生町 （1956年9月30日）厚狭郡山陽町新設のため
- 吉敷郡鋳銭司村 （1956年11月3日）山口市に編入のため
- 熊毛郡室津村 （1958年2月1日）熊毛郡上関村（即日町制、上関町）に編入のため

## 1960年代
- 吉敷郡大内町 （1963年5月1日）山口市に編入のため
- 都濃郡都濃町 （1966年1月1日）徳山市に編入のため

## 1970年～1999年
この30年間に県内に廃止市町村なし

## 2000年代
- 徳山市（2003年4月21日）周南市新設のため
- 新南陽市（2003年4月21日）周南市新設のため
- 都濃郡鹿野町（2003年4月21日）周南市新設のため
- 熊毛郡熊毛町（2003年4月21日）周南市新設のため
- 大島郡大島町（2004年10月1日）大島郡周防大島町新設のため
- 大島郡久賀町（2004年10月1日）大島郡周防大島町新設のため
- 大島郡橘町（2004年10月1日）大島郡周防大島町新設のため
- 大島郡東和町（2004年10月1日）大島郡周防大島町新設のため
- 旧・光市（2004年10月4日）光市新設のため
- 熊毛郡大和町（2004年10月4日）光市新設のため
- 厚狭郡楠町（2004年11月1日）宇部市に編入のため
- 旧・下関市（2005年2月13日）下関市新設のため
- 豊浦郡菊川町（2005年2月13日）下関市新設のため
- 豊浦郡豊田町（2005年2月13日）下関市新設のため
- 豊浦郡豊浦町（2005年2月13日）下関市新設のため
- 豊浦郡豊北町（2005年2月13日）下関市新設のため
- 旧・柳井市（2005年2月21日）柳井市新設のため
- 玖珂郡大畠町（2005年2月21日）柳井市新設のため
- 旧・萩市（2005年3月6日）萩市新設のため
- 阿武郡須佐町（2005年3月6日）萩市新設のため
- 阿武郡田万川町（2005年3月6日）萩市新設のため
- 阿武郡旭村（2005年3月6日）萩市新設のため
- 阿武郡川上村（2005年3月6日）萩市新設のため
- 阿武郡福栄村（2005年3月6日）萩市新設のため
- 阿武郡むつみ村（2005年3月6日）萩市新設のため
- 小野田市（2005年3月22日）山陽小野田市新設のため
- 厚狭郡山陽町（2005年3月22日）山陽小野田市新設のため
- 旧・長門市（2005年3月22日）長門市新設のため
- 大津郡油谷町（2005年3月22日）長門市新設のため
- 大津郡日置町（2005年3月22日）長門市新設のため
- 大津郡三隅町（2005年3月22日）長門市新設のため
- 旧・山口市（2005年10月1日）山口市新設のため
- 吉敷郡阿知須町（2005年10月1日）山口市新設のため
- 吉敷郡秋穂町（2005年10月1日）山口市新設のため
- 吉敷郡小郡町（2005年10月1日）山口市新設のため
- 佐波郡徳地町（2005年10月1日）山口市新設のため
- 旧・岩国市（2006年3月20日）岩国市新設のため
- 玖珂郡由宇町（2006年3月20日）岩国市新設のため
- 玖珂郡周東町（2006年3月20日）岩国市新設のため
- 玖珂郡玖珂町（2006年3月20日）岩国市新設のため
- 玖珂郡美川町（2006年3月20日）岩国市新設のため
- 玖珂郡錦町（2006年3月20日）岩国市新設のため
- 玖珂郡美和町（2006年3月20日）岩国市新設のため
- 玖珂郡本郷村（2006年3月20日）岩国市新設のため
- 旧・美祢市（2008年3月21日）美祢市新設のため
- 美祢郡美東町（2008年3月21日）美祢市新設のため
- 美祢郡秋芳町（2008年3月21日）美祢市新設のため

## 2010年代
- 阿武郡阿東町（2010年1月16日）山口市に編入のため